# Coenosia xiuyanensis
Coenosia xiuyanensis är en tvåvingeart som beskrevs av Xue, Wang och Zhang 2006. Coenosia xiuyanensis ingår i släktet Coenosia och familjen husflugor. Inga underarter finns listade i Catalogue of Life.